# Scanair
Scanair var et SAS Scandinavian Airlines System ejet flyselskab, der i slutningen af 1950erne begyndte charterflyvninger mod syden.
I 1993 blev Scanair fusioneret med Conair under navnet Premiair. Premiair skiftede senere navn til MyTravel Airways og senere igen til Thomas Cook Airlines Scandinavia. Da Thomas Cook Airlines-koncernen gik konkurs 2019 blev det skandinaviske selskab overtaget af det norske selskab Strawberry Group og kapitalfonden Altor, hvorefter navnet blev ændret Sunclass Airlines.  